# Миникьелло, Никола
Никола Миникьелло (англ. Nicola Minichiello, в девичестве Готье, род. 21 марта 1978) — британская бобслеистка, чемпионка мира-2009.
Миникьелло — единственная чемпионка мира по бобслею среди пилотов-женщин от Великобритании. Также она серебряный призёр чемпионатов мира и Европы. Она дважды участвовала на зимних Олимпийских играх — в 2002 году была разгоняющей у Шерил Доун, с которой она заняла 12-е место, а в 2006 году, будучи пилотом, стала девятой.